# La nascita
La nascita è un dipinto a olio su tela (46x36 cm) realizzato nel 1911 dal pittore Marc Chagall. Fa parte delle collezioni dell'istituto d'arte di Chicago.

## Descrizione
La tela ritrae la stanza di una casa piena di persone, nella quale, in basso a sinistra, si trova una donna distesa su un letto che ha appena partorito un neonato. I colori, le forme e lo spazio a tratti "fratturato" richiamano le vetrate colorate, dando all'opera un tocco sia moderno che più tradizionale. Il tetto della casa nella quale avviene il tutto è un cielo stellato nel quale si trova un acrobata nella parte destra della composizione.